# Автомагістраль А3 (Хорватія)
Автомагістраль А3 (хорв. Autocesta A3) — друга за довжиною автомагістраль у Хорватії. Пролягає від Брегани на кордоні зі Словенією через Загреб, де складає значну частину Загребської об'їзної дороги, до Славонського Броду, а далі через Посавину до Липоваця на кордоні із Сербією. Відповідає хорватському відрізку європейської магістралі Е70. Являє собою основний транспортний коридор Хорватії у напрямку «схід-захід» та становить значну частину Загальноєвропейського коридору X, слугуючи транзитним маршрутом між державами Європейського Союзу та Балканами. Сполучає столицю Загреб із низкою значних хорватських міст.

## Історія
За часів існування комуністичної Югославії ця магістраль називалася «автотраса братерства і єдності». Це наймення мало асоціюватися з її політичним значенням, а її первісно планований маршрут був Загреб—Белград. Після виникнення незалежної Республіки Хорватія довжина маршруту скоротилася до сьогоднішньої, а будівництво завершилося. Також було згодом добудовано ділянку Загреб—Брегана.
Ділянки цієї дороги від Загреба до Славонського Броду будувала авторитетна хорватська будівельна фірма «GRO Vladimir Gortan».
До завершення будівництва автомагістралі А1, яка тривалий час не будувалася з політичних причин, це була найважливіша автострада в Хорватії. З побудовою автомагістралі A5 (так званої «Славоніки») та можливістю поздовжньо-поперечного перетину ця автомагістраль набула ще більшого значення.
До 2007 року вона називалася «Державна дорога (Državna cesta) D4».

## Виїзди та міста

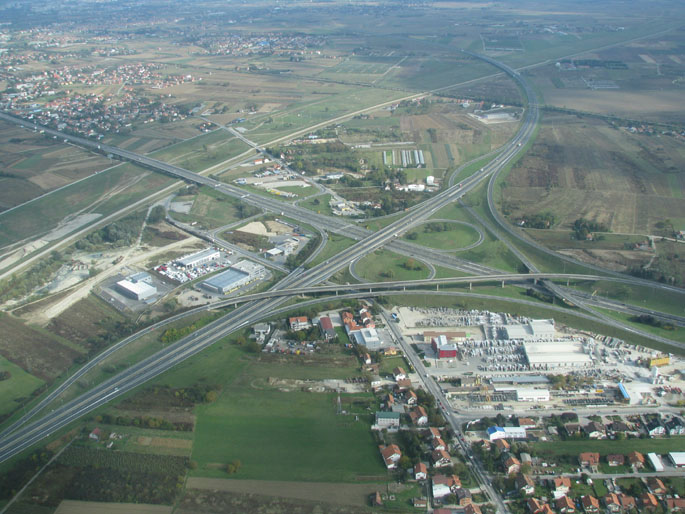
Транспортна розв'язка Луцько з повітря

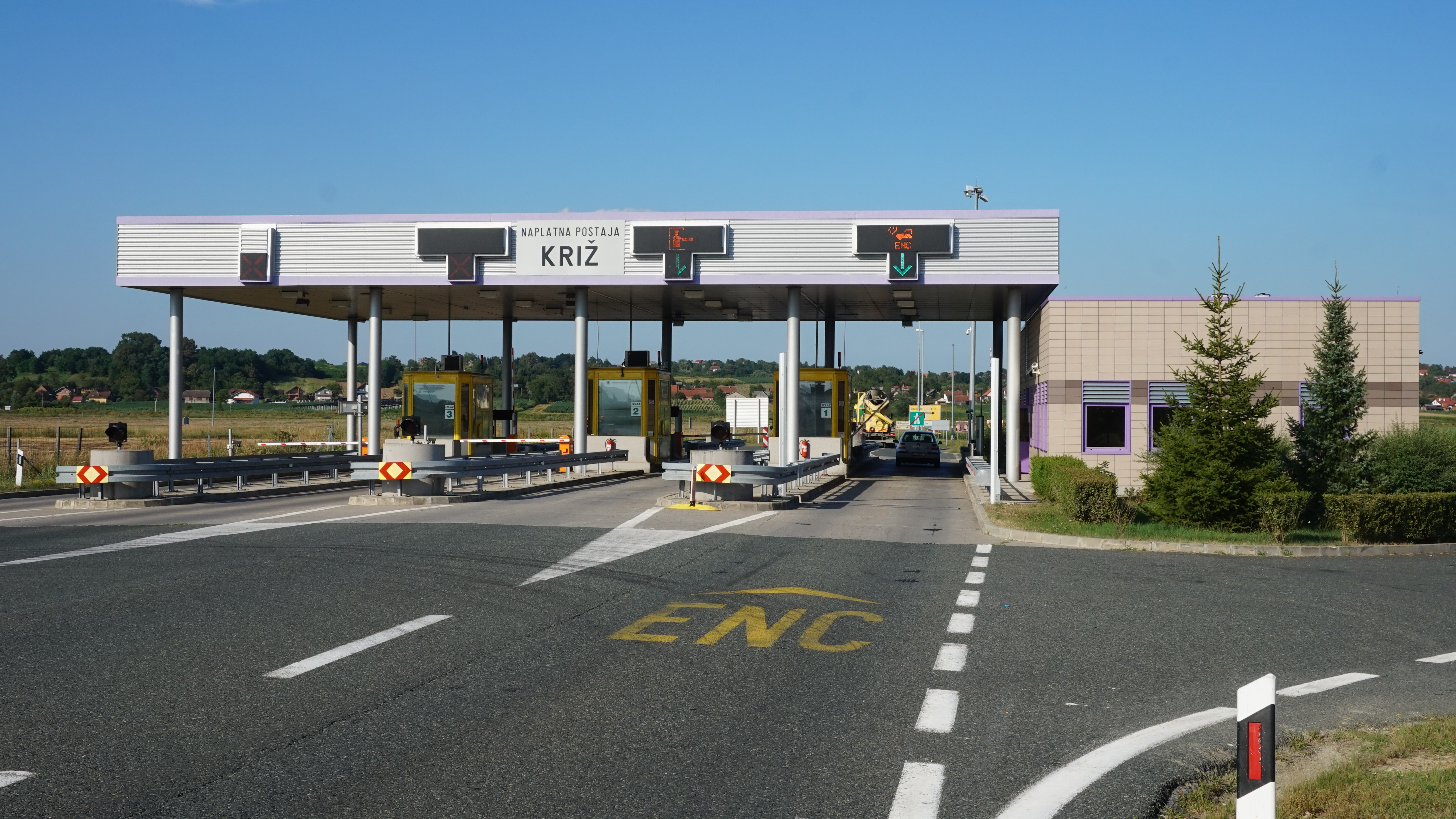
Платна дільниця Криж

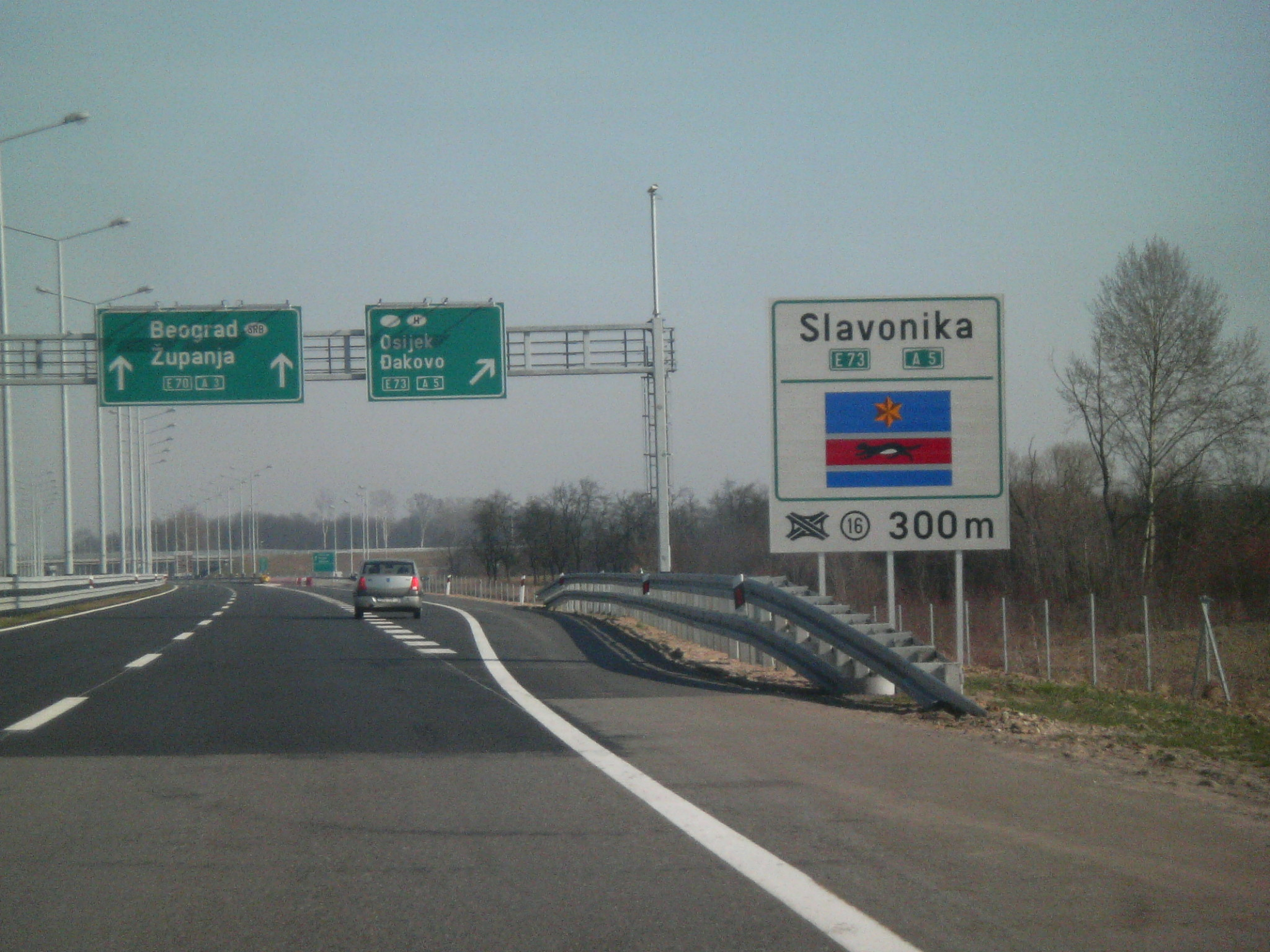
Розвилка Среданці

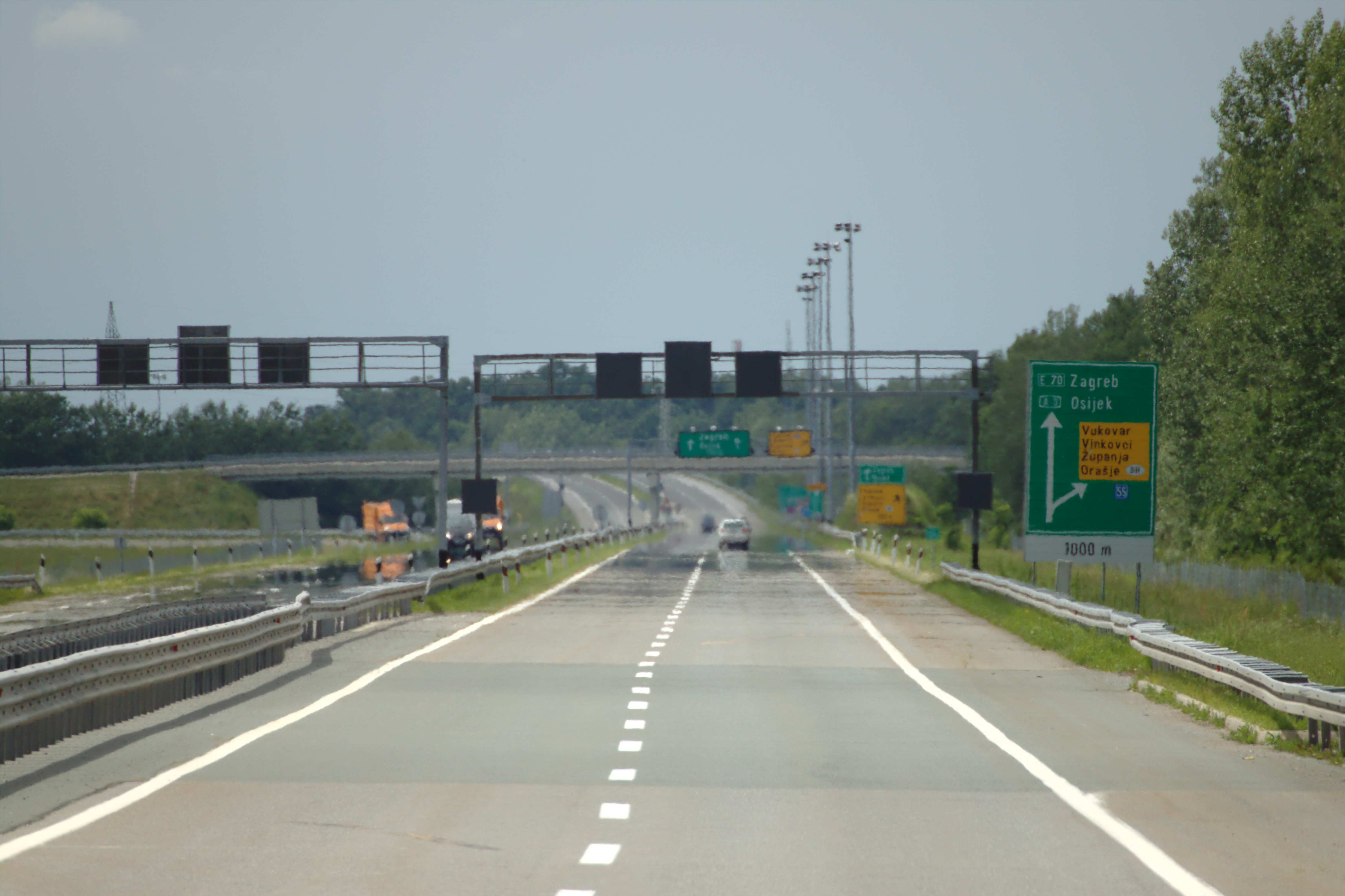
Автомагістраль біля міста Жупаня

| Умовні позначки | Умовні позначки           |
| --------------- | ------------------------- |
|                 | Вузол з іншою магістраллю |
|                 | Будується                 |
|                 | Планується                |